# Tambov-opstand
De Tambov-opstand was een boerenopstand in de Sovjet-Russische oblasten Tambov en Voronezj tegen de communistische regering. De opstand brak uit in augustus 1920 en werd in juni 1921 neergeslagen. De opstandelingen stonden ook bekend als de antonovisten of het Blauwe Leger en werden aangevoerd door Aleksandr Antonov, Grigori Plezjnikov en Pjotr Tokmakov. Naar schatting bestond dit boerenleger op zijn hoogtepunt uit zo’n 70.000 opstandelingen. Het Blauwe Leger wordt soms beschouwd als een van de "Groene Legers".

## Achtergrond
In 1920 stond een groot deel van het Russische platteland aan de vooravond van een hongersnood ten gevolge van de graaninbeslagnames door de communisten. Zo was in de provincie Samara in 1919 en 1920 meer dan 30% van de feitelijke graanoogst in beslag genomen. In het district Balasjov van de nabijgelegen provincie Saratov was de hoeveelheid in beslag genomen graan zelfs groter dan de oogst zelf, wat betekende dat de boeren zich genoodzaakt zagen om de heffingen te betalen uit voorraden die ze in voorgaande jaren hadden aangelegd. Hierdoor was er volgens een bolsjewistische functionaris in de herfst van 1920 “niet eens zaad over om te zaaien”. In het Duitse Wolgagebied werd in 1920 maar liefst 42% van de toch al magere oogst gevorderd en naar het noorden verscheept. Een functionaris uit het Duitse Wolgagebied zei in september 1920: “Er is gewoon geen graan meer over om in beslag te nemen.” Toch eiste het bolsjewistische Centraal Comité in Moskou meer.
Voor de oblast Tambov werd de nieuwe graaninbeslagname in 1920 vastgesteld op ruim 11 miljoen poed (= 187 miljoen kilogram), en dit was al onder normale omstandigheden te hoog, maar nu zeker door de slechte oogst. Zelfs Lenin vroeg zich af of deze provinciale graanquota niet “naar beneden bijgesteld” moest worden. Uiteindelijk werd de graaninbeslagnamequota niet verlaagd. De communist Antonov-Ovsejenko erkende dat in Tambov “de helft van de boeren op sterven” lag door een tekort aan voedsel.

## Tambov-opstand
De graaninbeslagnames door de communisten vormde de aanleiding voor de Tambov-opstand die in de herfst van 1920 uitbrak. In augustus 1920 kwam een bolsjewistisch vorderingsbrigade naar het dorp Kamenka in de oblast Tambov om de nieuwe vastgelegde graaninbeslagname te innen. De boeren van Kamenka weigerden te betalen en vermoordden de brigadeleden. De boeren van Kamenka bewapenden zich met hooivorken en geweren om zich te verdedigen tegen de communistische troepenversterkingen uit de provinciehoofdstad. Naburige dorpen namen het voorbeeld van de boeren uit Kamenka over. Gezamenlijk versloegen ze de communistische strafexpeditie. Dit boerenleger werd aangevoerd door de sociaal-revolutionair Grigori Plezjnikov, die bekendstond om zijn revolutionaire heldenmoed tijdens 1905 en 1917.
De opstand werd vrijwel door de gehele boerenbevolking (passief of actief) gesteund. De 3000 Rode soldaten in de oblast Tambov waren niet ter machte om de verzetsacties te stoppen. (Er waren maar 3000 soldaten omdat de andere plaatselijke soldaten naar het Poolse front waren gestuurd.)
De opstandelingen marcheerde naar de provinciehoofdstad Tambov, waarbij tijdens de tocht nog duizenden bewapende mensen aansloten. De provinciale hoofdstad was net op tijd versterkt met verse communistische troepen, waardoor de opstandelingen zich moesten terugtrekken. De communisten begonnen een terreurcampagne in de dorpen – ook waar het rustig was gebleven. Honderden boeren werden doodgeschoten en verschillende dorpen werden in brand gestoken.
Een plaatselijke communist rapporteerde: "De hele bevolking vluchtte de bossen in en sloot zich bij de opstandelingen aan. (…) Zelfs boeren die eerst aan onze kant stonden hadden niets meer te verliezen en kozen partij voor de opstand."
Toen de opstand over de gehele oblast Tambov en nabijgelegen districten Saratov, Voronezj en Penza was verspreid nam het voormalig LSRP-lid Aleksandr Antonov de leiding van de opstand over. De opstandelingen voerden korte verrassingsaanvallen uit op communistische troepen of stellingen om dan weer snel in de bossen en de bergen te verdwijnen. De opstandelingen saboteerden treinsporen, telefoonverbindingen en vernielden bruggen. Ze kregen voedsel, informatie en verse paarden van de plaatselijke niet-vechtende bevolking om hun guerrillaoorlog vol te houden.

### Politieke Organisatie en Politieke Programma
Door de opstand werd het gehele communistische staatsapparaat in de provincie weggevaagd. De oblast Tambov werd tijdens de opstand bestuurd door een netwerk van decentraal georganiseerde boerenbonden, die bekendstonden onder de afkorting STK (sojoez trudovogo krestian’stva; Unie van Werkende Boerenbevolking). Deze boerenbonden waren democratische organen voor het zelfbestuur van de dorpen. De plaatselijke STK’s hadden afgevaardigden gestuurd voor de overkoepelende raad van alle STK’s. De centrale STK verklaarde in verschillende pamfletten dat hun doel was om het nationale parlement – de Doema – weer bijeen te roepen, die samen met plaatselijke STK’s het land zou besturen. De democratische Staat moest ervoor zorgen dat alle landbouwgrond in handen van de werkende boeren kwam. Fabrieksarbeiders zouden het recht krijgen om hun fabriek onder arbeiderszelfbestuur te brengen. Het politieke programma van de centrale STK leek veel op het politieke programma van de Linkse Sociaal-Revolutionaire Partij, wat overigens niet vreemd is, omdat Antonov oorspronkelijk een links-sociaal-revolutionair was.

### Nederlaag
Na het neerslaan van de Opstand van Kronstadt werd maarschalk Toechatsjevski in begin april 1921 naar Tambov gestuurd. Met een troepenmacht van 100.000 elitesoldaten van de communistische jeugdbond Komsomol en TsjON met vliegtuigen en pantserwagens werd geheel Tambov bezet. De communisten maakten gebruik van gifgas om de opstandelingen “uit te roken”. Er werden concentratiekampen opgericht waar zo’n 50.000 burgers in gegijzeld werden, waaronder ook duizenden kinderen. Hele dorpen werden in kampen gegooid of doodgeschoten of werden gedeporteerd naar de poolcirkel. Zo’n 15.000 man werd na arrestatie doodgeschoten zonder enige vorm van proces. Ook beloofden de communisten om amnestie te verlenen aan diegene die zichzelf overgaven. De 6000 opstandelingen die hieraan gehoor gaven, werden toch doodgeschoten of in de gevangenis gegooid.
Intussen had de Communistische Partij bij haar Tiende Partijcongres een nieuw economisch beleid aangenomen, omdat de communistische leiding erkende dat het voormalige beleid zorgde voor verzet vanuit de boerenstand en voor een daling van de productie in de industrie. Het oorlogscommunisme met haar willekeurige inbeslagnames van graan, aanvallen op ruilhandel en het verbod op privéondernemingen werd afgeschaft en vervangen door de Nieuwe Economische Politiek (NEP). Veel Russische boeren zag de NEP als een belangrijke concessie aan hun economische behoeften. Door economische concessies en de meedogenloze terreur van het Rode Leger tegen de burgerbevolking – verloren de opstandelingen grotendeels de steun van het volk. Door de grote overmacht van het Rode Leger werd het Blauwe Leger verslagen. Aleksandr Antonov overleefde het neerslaan van de Tambov-opstand en bleef tot de zomer 1922 aanvallen verrichten tegen de communisten. In juni 1922 werd hij en zijn broer Dmitri door de Tsjeka doodgeschoten tijdens een poging om hen te arresteren.

## Slot
Volgens Lenin was de Tambov-opstand de grootste bedreiging voor zijn bewind. Volgens Lenin waren de boerenopstandelingen van Tambov en andere provincies “vele malen gevaarlijker dan alle Denikins, Joedenitsjen en Koltsjakken bij elkaar.”
Het totale dodental van de Tambov-opstand wordt geschat op 240.000.